# Abdallah Gomaa Awad
Abdallah Gomaa Awad (tiếng Ả Rập: عبد الله جمعة عوض; sinh ngày 26 tháng 2 năm 1993) là một cầu thủ bóng đá người Ai Cập hiện tại thi đấu ở vị trí hậu vệ phải cho câu lạc bộ Ai Cập Enppi. Năm 2014, anh gia nhập Al-Nasr theo dạng chuyển nhượng tự do từ Enppi, hai năm sau, Enppi ký hợp đồng 3 năm từ Al-Masry.